# ホセ・トーレス (野球)
ホセ・マルコス・トーレス（José Marcos Torres, 1993年9月24日 - ）は、ベネズエラ・ミランダ州カラカス出身のプロ野球選手（投手）。左投左打。メキシカンリーグのドスラレドス・オウルズ所属。

## 経歴

### プロ入りとアスレチックス傘下時代
2010年7月にオークランド・アスレチックスと契約してプロ入り。
2011年に傘下のルーキー級ドミニカン・サマーリーグ・アスレチックスでプロデビュー。14試合（先発11試合）に登板して1勝5敗、防御率3.99、33奪三振を記録した。
2012年はルーキー級ドミニカン・サマーリーグ・アスレチックスとルーキー級アリゾナリーグ・アスレチックスでプレーし、2球団合計で15試合（先発14試合）に登板して3勝1敗、防御率3.71、48奪三振を記録した。
2013年はA-級バーモント・レイクモンスターズでプレーし、9試合（先発5試合）に登板して3勝2敗、防御率2.64、21奪三振を記録した。
2014年もA-級バーモントでプレーし、14試合（先発9試合）に登板して0勝6敗2セーブ、防御率4.38、47奪三振を記録した。
2015年はA級ベロイト・スナッパーズとA+級ストックトン・ポーツでプレーし、2球団合計で47試合に登板して4勝5敗8セーブ、防御率2.56、84奪三振を記録した。オフの11月20日にルール・ファイブ・ドラフトでの流出を防ぐために40人枠入りした。

### パドレス時代
2015年12月2日にマーク・ゼプチンスキー、ヨンダー・アロンソとのトレードで、ドリュー・ポメランツ、後日発表選手（ジャバリ・ブラッシュ）と共にサンディエゴ・パドレスへ移籍した。
2016年は傘下のマイナーではA+級レイクエルシノア・ストーム、AA級サンアントニオ・ミッションズ、AAA級エル・パソ・チワワズでプレーし、3球団合計で48試合に登板して1勝4敗3セーブ、防御率2.24、63奪三振を記録した。9月21日にメジャー初昇格を果たすと、翌22日のサンフランシスコ・ジャイアンツ戦でメジャーデビュー。この年メジャーでは4試合に登板して防御率0.00・3奪三振を記録した。
2017年は初めて開幕をメジャーで迎えた。左のリリーフとして起用され、62試合に登板して7勝4敗1セーブ、防御率4.21、63奪三振を記録した。
2018年2月12日に制限リストに入った。球団からの詳細な発表はないが野球とは無関係の事由によると報じられていており、直後にドメスティックバイオレンス(DV)容疑で前年12月に逮捕とマリファナ使用疑惑が判明した。これにより、スプリングトレーニングの参加及び公式戦の登板が不可能となり、6月8日には100試合の出場停止処分が発表された。そのため、2018年は一度も登板機会が無かった。レギュラーシーズン終了後の10月8日に40人枠外となり、10日に自由契約となった。

### パドレス退団後
以降は実戦から離れていたが、2020年に母国ベネズエラのウィンターリーグ（LVBP）で活動再開。
2021年5月20日にメキシカンリーグのドスラレドス・オウルズと契約を結んだ。

## 投球スタイル
平均94mph（約151.3km/h）のシンカーとフォーシームで投球全体の約8割を占め、他にはスライダー、チェンジアップを投げる。

## 詳細情報

### 年度別投手成績
| 年 度    | 球 団    | 登 板 | 先 発 | 完 投 | 完 封 | 無 四 球 | 勝 利 | 敗 戦 | セ 丨 ブ | ホ 丨 ル ド | 勝 率 | 打 者 | 投 球 回 | 被 安 打 | 被 本 塁 打 | 与 四 球 | 敬 遠 | 与 死 球 | 奪 三 振 | 暴 投 | ボ 丨 ク | 失 点 | 自 責 点 | 防 御 率 | W H I P |
| -------- | -------- | ----- | ----- | ----- | ----- | -------- | ----- | ----- | -------- | ----------- | ----- | ----- | -------- | -------- | ----------- | -------- | ----- | -------- | -------- | ----- | -------- | ----- | -------- | -------- | ------- |
| 2016     | SD       | 4     | 0     | 0     | 0     | 0        | 0     | 0     | 0        | 1           | .---  | 14    | 3.0      | 3        | 0           | 2        | 0     | 0        | 3        | 1     | 0        | 0     | 0        | 0.00     | 1.67    |
| 2017     | SD       | 62    | 0     | 0     | 0     | 0        | 7     | 4     | 1        | 3           | .636  | 284   | 68.1     | 63       | 13          | 16       | 0     | 4        | 63       | 2     | 3        | 34    | 32       | 4.21     | 1.16    |
| MLB：2年 | MLB：2年 | 66    | 0     | 0     | 0     | 0        | 7     | 4     | 1        | 4           | .636  | 298   | 71.1     | 66       | 13          | 18       | 0     | 4        | 66       | 3     | 3        | 34    | 32       | 4.04     | 1.18    |

- 2018年度シーズン終了時

### 背番号
- 76（2016年 - 2017年）